# Bisdom Tehuacán
Het bisdom Tehuacán (Latijn: Dioecesis Tehuacaniensis) is een rooms-katholiek bisdom met als zetel Tehuacán, in Mexico. Het bisdom is suffragaan aan het aartsbisdom Puebla de los Ángeles. 

## Geschiedenis
Het bisdom werd opgericht op 13 januari 1962, uit delen van de aartsbisdommen Antequera en Puebla de los Ángeles. 

## Parochies
Het bisdom had in 2020 een oppervlakte van 6.294 km2 en telde 1.124.380 inwoners waarvan 93,2% rooms-katholiek was.

## Bisschoppen
- Rafael Ayala y Ayala (18 juni 1962 - 5 juli 1985)
  - Lorenzo Cárdenas Aregullín (hulpbisschop: 17 maart 1978 - 30 oktober 1980)
- Norberto Rivera Carrera (5 november 1985 - 13 juni 1995)
- Mario Espinosa Contreras (2 april 1996 - 3 maart 2005)
- Rodrigo Aguilar Martínez (28 januari 2006 - 3 november 2017)
- Gonzalo Alonso Calzada Guerrero (20 oktober 2018  - heden)

Puebla de los Ángeles (aartsbisdom) · Huajuapan de León · Tehuacán · Tlaxcala